# Liam Lawrence
Liam Lawrence (* 14. Dezember 1981 in Retford (Nottinghamshire), England) ist ein irischer Fußballspieler, der aktuell beim FC Barnsley aktiv ist.

## Vereinskarriere
Liam Lawrence spielte für seinen Jugendverein Mansfield Town zwischen 1999 und 2004 in über 100 Ligaspielen in der dritten und vierten englischen Liga. Zur Saison 2004/05 wechselte er dann zum damaligen Zweitligisten AFC Sunderland. Mit den Black Cats schaffte er gleich nach seiner ersten Saison den Wiederaufstieg des Vereins in die Premier League. Nach einem enttäuschenden 20. Platz mit nur 15 Punkten in der Folgesaison stieg Sunderland jedoch erneut ab. Lawrence gehörte dabei noch zu den besseren Spielern und wurde hinter Dean Whitehead zum zweitbesten Spieler des Jahres im Team gewählt. In der Saison 2006/07 wurde der Mittelfeldspieler zunächst an Stoke City verliehen, die ihn in der Winterpause dieser Saison dann fest verpflichteten. Schnell übernahm Lawrence eine wichtige Rolle in der Mannschaft und war am Ende der Saison 2007/08 maßgeblich am erstmaligen Aufstieg von Stoke City in die Premier League beteiligt. Außerdem wurde er im Kader zum Spieler des Jahres gewählt.
Am 11. September 2010 wechselte er auf Leihbasis zum FC Portsmouth. Zum 1. Januar 2011 wechselte er auf fester Vertragsbasis nach Portsmouth und unterschrieb für 3½ Jahre.
Zwischen 2012 und 2014 spielte er für den griechischen Erstligisten PAOK Saloniki. In der Saison 2012/13 erreichte er mit seiner Mannschaft den zweiten Tabellenplatz.
Am 16. Januar 2014 unterschrieb Lawrence einen Vertrag bis zum Saisonende beim englischen Zweitligisten FC Barnsley.

## Nationalmannschaft
Liam Lawrence wurde am 16. Februar 2006 erstmals in die irische Fußballnationalmannschaft berufen. Beim Freundschaftsspiel gegen Schweden kam er jedoch nicht zum Einsatz. Erst über drei Jahre später absolvierte er bei einem anderen Freundschaftsspiel gegen Nigeria sein Länderspieldebüt. Beim 1:1-Unentschieden am 29. Mai 2009 spielte er damit bis zu 81. Minute und wurde dann durch Stephen Hunt ersetzt.